# Kuopsejaure
Kuopsejaure är en sjö i Arjeplogs kommun i Lappland och ingår i Piteälvens huvudavrinningsområde. Sjön har en area på 0,231 kvadratkilometer och ligger 774 meter över havet. Kuopsejaure ligger i Piteälven Natura 2000-område.

## Delavrinningsområde
Kuopsejaure ingår i det delavrinningsområde (738809-159500) som SMHI kallar för Inloppet i Munkajaure. Medelhöjden är 695 meter över havet och ytan är 55,85 kvadratkilometer. Det finns inga avrinningsområden uppströms utan avrinningsområdet är högsta punkten. Tjatsvaggejåkkå som avvattnar avrinningsområdet har biflödesordning 2, vilket innebär att vattnet flödar genom totalt 2 vattendrag innan det når havet efter 267 kilometer. Avrinningsområdet består mestadels av skog (53 procent), sankmarker (11 procent) och kalfjäll (34 procent). Avrinningsområdet har 1,04 kvadratkilometer vattenytor vilket ger det en sjöprocent på 1,9 procent.